# 11037 Distler
11037 Distler è un asteroide della fascia principale. Scoperto nel 1989, presenta un'orbita caratterizzata da un semiasse maggiore pari a 2,8831001 UA e da un'eccentricità di 0,0376868, inclinata di 2,95405° rispetto all'eclittica.